# Бобовдол
Бобовдол (болг. Бобов дол) — город в Болгарии. Находится в Кюстендилской области, входит в общину Бобовдол. Население составляет 5114 человек (2022).
Расположен вблизи географического центра Балканского полуострова. К югу, до долины Струмы, простирается равнина Разметаница.
Название города (буквально — «бобовый дол») связано с напоминающей форму боба долиной, где расположено первоначальное поселение (квартал Христо Ботев). Восточнее находится другая часть города, квартал Миньор (в пер. на русск. «Шахтёр»), образованный в 1954 году и застроенный преимущественно высотными зданиями.
30 сентября 1967 года Бобовдол получил статус города.
В 1973—1975 годах в 10 км от города, в селе Големо-Село, была построена Бобовдольская ТЭС.

## Политическая ситуация
Кмет (мэр) общины Бобовдол — Грети Йосиф Алексова (коалиция в составе 3 партий: Национальное движение «Симеон Второй» (НДСВ), Земледельческий народный союз (ЗНС), Союз демократических сил (СДС)) по результатам выборов.
На выборах в 42 Национальное собрание Болгарии в общине большинство голосов получила партия Лидер.

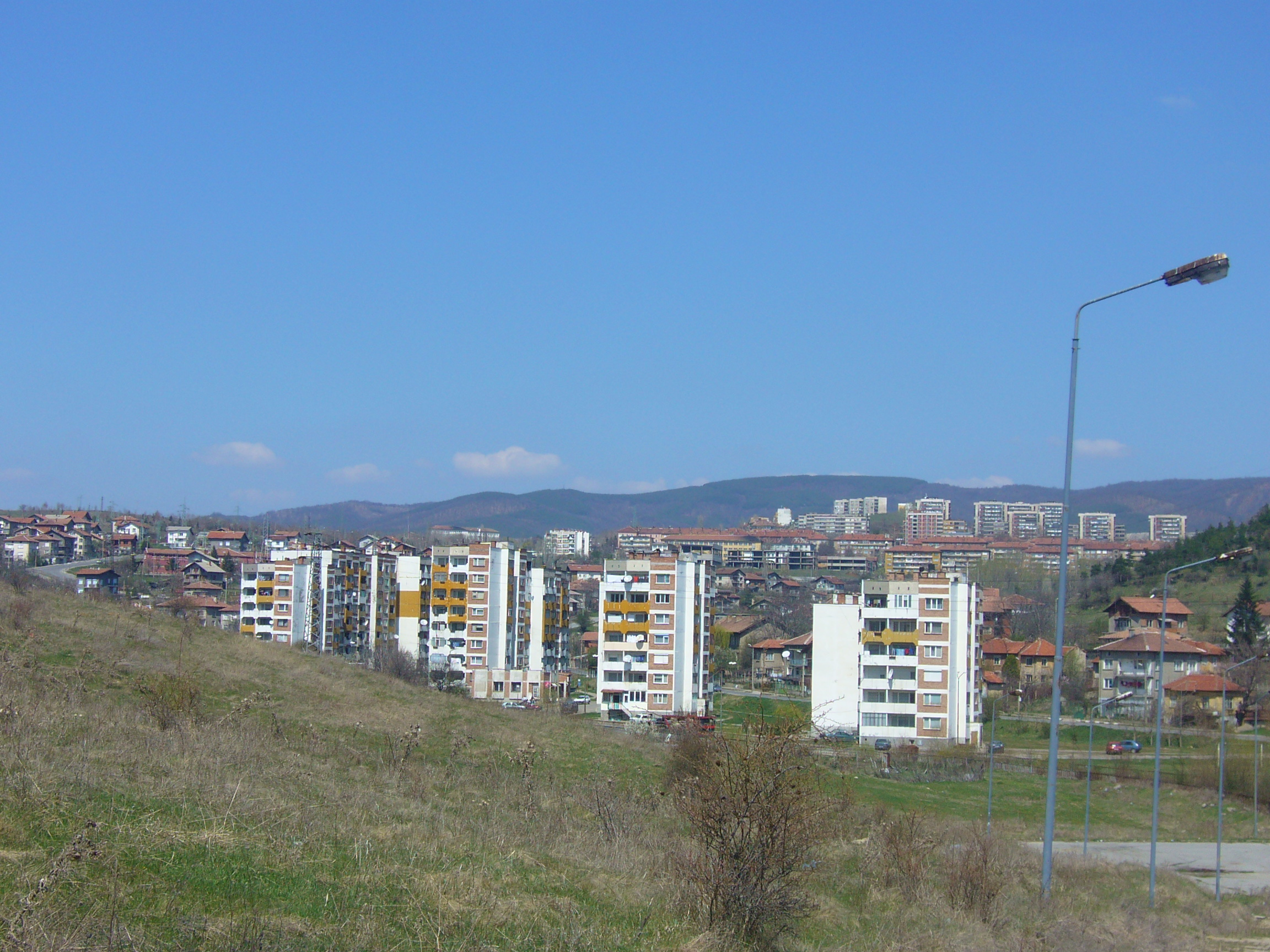
Бобовдол, вид на квартал Миньор